# Rothia virguncula
Rothia virguncula là một loài bướm đêm trong họ Noctuidae.